# Cimetière de l'Est d'Essen
Pour les articles homonymes, voir Cimetière de l'Est.
Le cimetière de l'Est (Essener Ostfriedhof) est un cimetière communal de la ville d'Essen en Allemagne. Il se trouve à la limite sud-est du Südostviertel. Il accueille d'anciennes sépultures d'intérêt historique qui viennent en partie de leur transfert de l'ancien cimetière de la Porte de Kettwig (Friedhof am Kettwiger Tor).

## Histoire et description
Le cimetière est ouvert en 1893 sur 8,5 hectares dans une zone résidentielle, pour accueillir 1 200 sépultures.
En 1910, on installe un nouveau portail de bronze dessiné par Edmund Körner donnant au nord-ouest, sur la Saarbrücker Straße. Il est flanqué de deux colonnes de pierre hautes de cinq mètres. Au-dessus de l'une trône une sculpture du Deuil et sur l'autre de l'Espérance. Juste derrière se trouvent des bâtiments de service restaurés en 2017.
Outre le portail principal, le cimetière possède quatre autres entrées. Les limites du cimetière sont la Saarbrücker Straße au nord, la Schinkelstraße à l'ouest, la Ruhrallee et le Klara-Kopp-Weg au sud, et la Herwarthstraße à l'est. Le cimetière avec ses grands arbres compte parmi les grands parcs de la ville. 
Les allées du cimetière sont rectilignes coupées à angle droit. Au point d'intersection des deux avenues principales se dresse une haute croix de calvaire. L'allée principale conduit du portail principal au nord-ouest vers le sud-est, l'autre de la chapelle au nord-est vers le sud-ouest. La partie nord-est du cimetière accueille de grandes sépultures au contraire de la partie sud-ouest avec des rangées de petites tombes.  

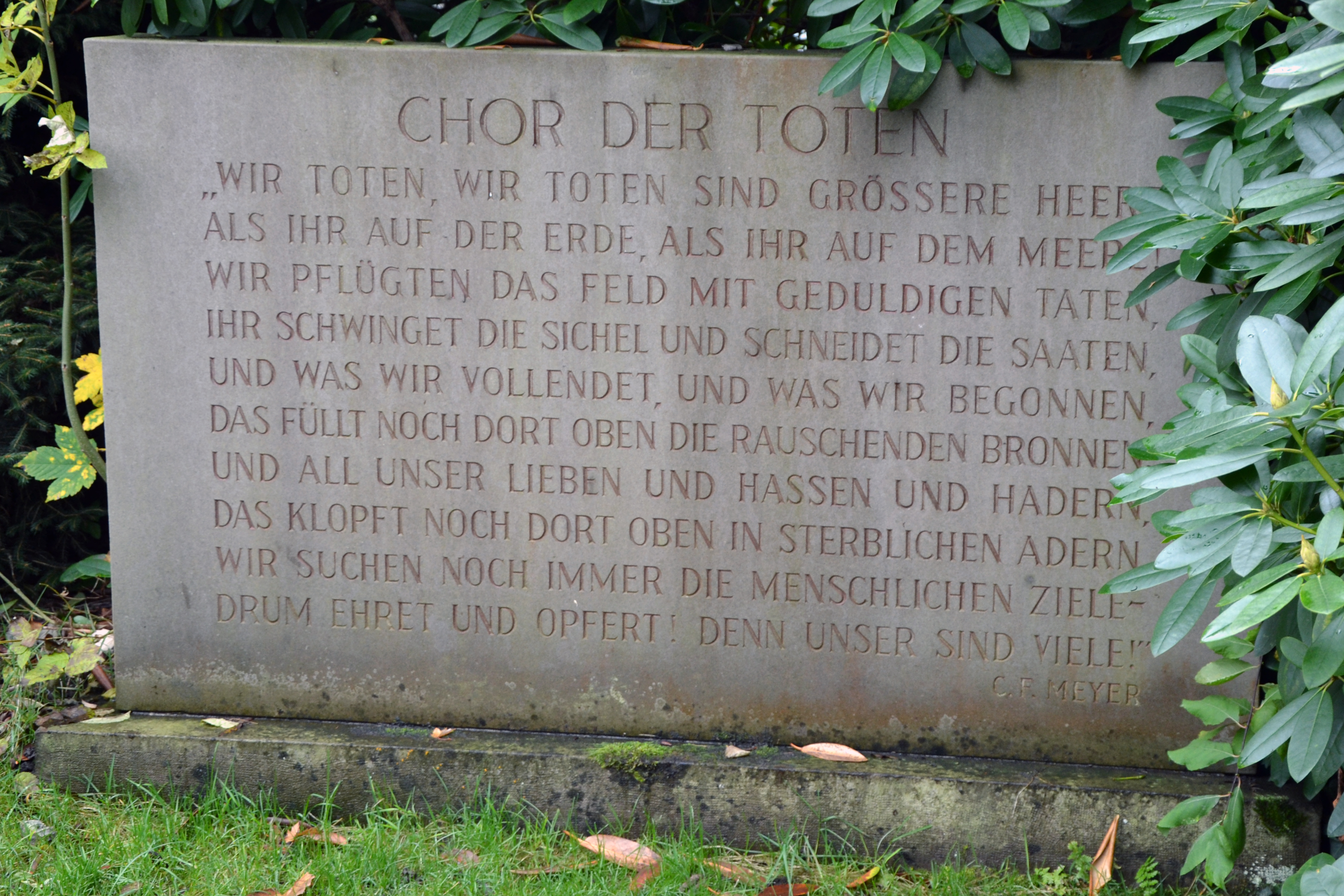
Stèle d'entrée de la division 5 avec le poème Chor der Toten.

En 1955, le cimetière de la Porte de Kettwig est abandonné et 150 sépultures prestigieuses en sont transférées au cimetière de l'Est. En effet, le cimetière de la Porte de Kettwig, qui avait été aménagé en 1827 comme le premier site funéraire communal à l'extérieur des remparts d'Essen devant la porte de la ville de Kettwig, a dû céder la place à la construction de l'autoroute de la Ruhr, aujourd'hui Bundesautobahn 40. La ville d'Essen a écrit à toutes les familles au sujet de la réinhumation imminente et leur a demandé si et comment elles consentaient à la réinhumation des tombes. Des fosses funéraires sont aménagées dans les divisions 5 et 6 pour les défunts des tombes détruites pendant la Seconde Guerre mondiale, dans une aire en forme de parc, et des tombes sont réinstallées. Aujourd'hui beaucoup d'entre elles ont leur droit de concession arrivé à échéance depuis longtemps, mais elles demeurent pour leur caractère historique ou architectonique. À l'entrée de la division 5 une plaque de pierre  est gravée des vers du Chor der Toten du poète suisse Conrad Ferdinand Meyer. 
Dans la zone 5, il y a une zone avec les tombes d'ecclésiastiques catholiques qui ont été réenterrés ici, comme le théologien Peter Beising, et d'autres qui ont également été enterrés ici plus récemment. Sur un pilier de pierre au-dessus du cimetière se trouvait une représentation à peu près grandeur nature du Bon Pasteur, érigée en 1961 et volée par des voleurs de métal en avril 2013. Ailleurs à la division 5 se trouve la croix funéraire, nouvellement érigée en 1980 sur la base de photographies anciennes, du dernier fonctionnaire de la cour de abbaye aux dames d'Essen, le baron Clemens Alexander von Asbeck.

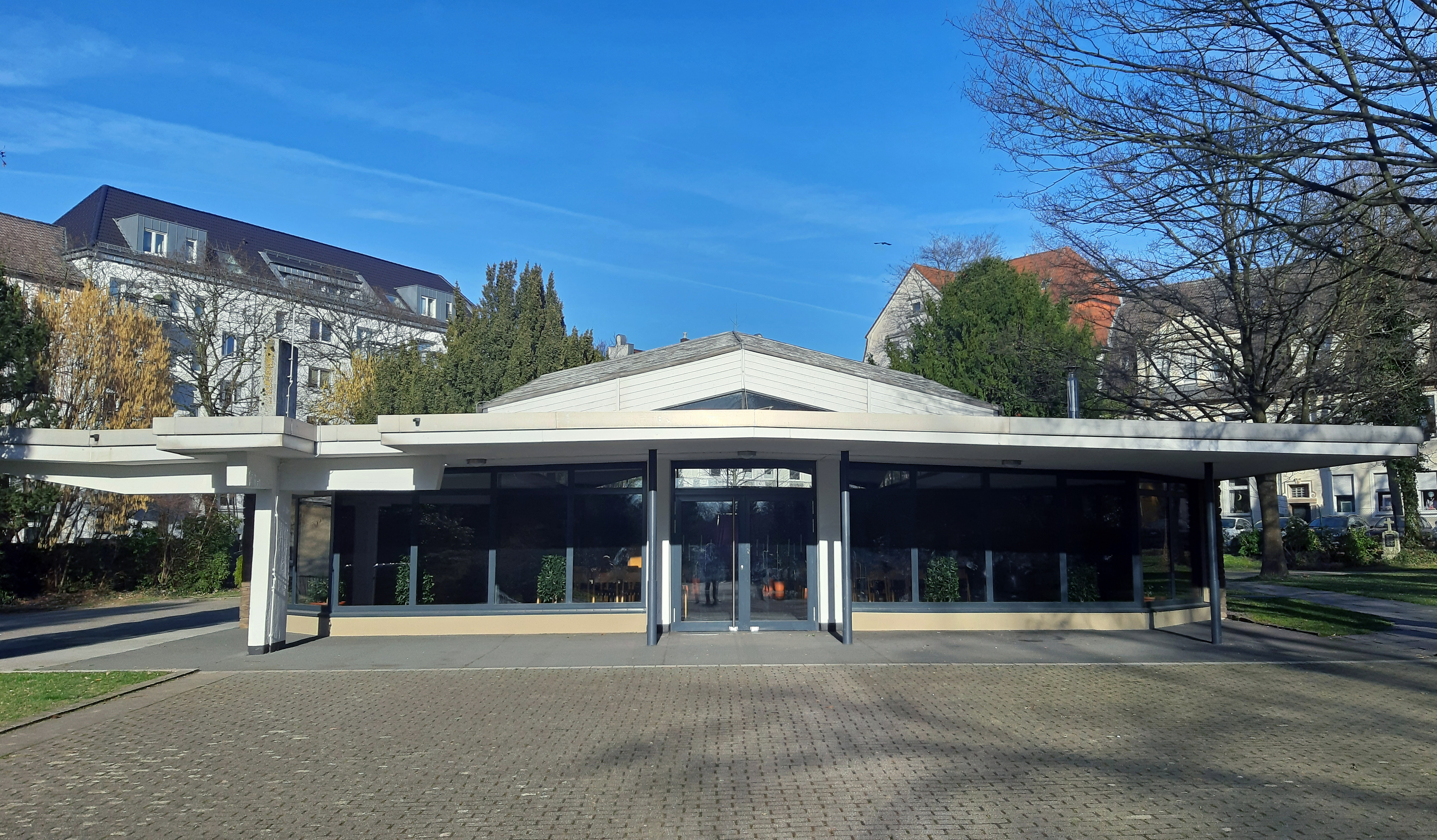
Funérarium construit en 1957.

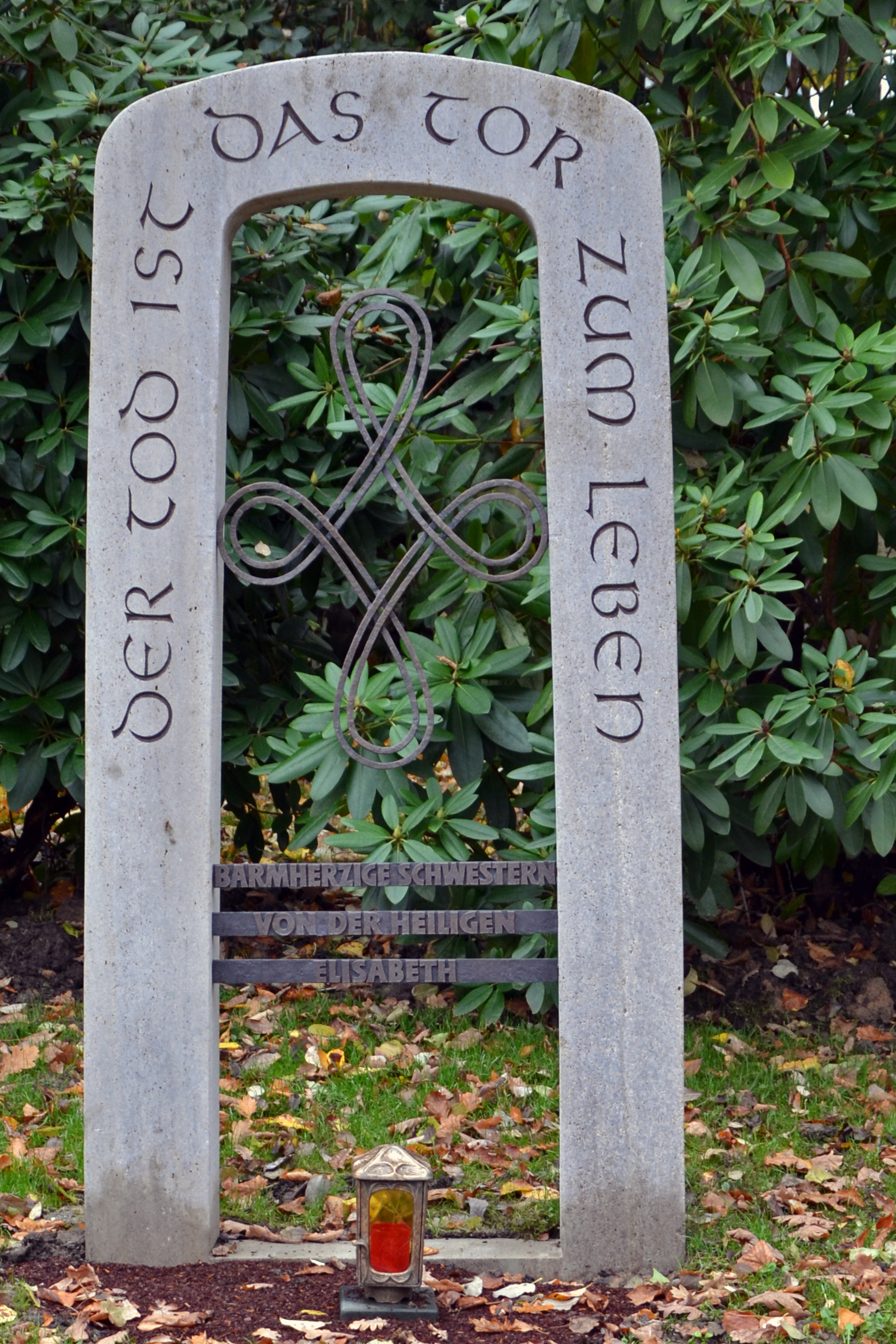
Sépulture commune de la congrégation des Sœurs de Sainte Élisabeth.

Au bord du cimetière de l'Est, à la frontière de l'Hôpital Élisabeth, il y a un carré pour les bébés décédés de l'hôpital. Non loin se trouve la sépulture commune des Sœurs de la Miséricorde de Sainte Élisabeth. Les soins de la sépulture ne pouvant plus être maintenus par la congrégation devenue trop peu nombreuse, une tombe d'honneur leur a été construite en 2015. Près de la Saarbrücker Strasse, il y a une tombe du couvent franciscain à l'église Sainte-Croix dans le quartier sud-est. À côté  se trouve l'une des premières fosses communes privées. C'est celle de l'association des compagnons catholiques Essen-Ruhr, aujourd'hui la Kolpingwerk. À la limite nord-est se trouve la chapelle construite en 1957 pour remplacer l'ancienne bombardée pendant la guerre.

## Personnalités

### Tombes venues du cimetière de la Porte de Kettwig
- Gottschalk Diedrich Baedeker (1778-1841) – fondateur des éditions  G. D. Baedeker, tombe d'honneur de la ville[4]
- Diedrich Gottschalk Baedeker (1850-1922) – à partir de 1903 propriétaire unique des éditions G. D. Baedeker, tombe d'honneur de la ville[4]
- Alfred Baedeker (1888-1937) – éditeur, à partir de 1922 propriétaire unique des éditions G. D. Baedeker
- Julius Baedeker (1821-1898) – éditeur, libraire et rédacteur
- Peter Beising (1805-1896) – théologien catholique et citoyen d'honneur de la ville d'Essen
- Richard Bömke, (1846-1909) – président du conseil de surveillance des houillères  Friedrich der Große (Frédéric le Grand) et de la banque régionale Essener Credit-Anstalt
- Otto Budde (1848-1909) – membre du directoire de la compagnie Krupp, directeur du département des canons
- Carl Funke (1855-1912) – industriel, enterré dans la sépulture familiale avec l'industriel de l'immobilier Johann Wilhelm Schürenberg (1831-1894)
- Friedrich Funke (1854-1920) – industriel,
- Fritz Funke (1821-1884) – industriel
- Friedrich Grillo (1825-1888) – industriel
- Gustav Hache (1835-1886) – bourgmestre d'Essen, tombe d'honneur de la ville[4]
- Famille d'Ernst Honigmann, petit-fils de l'ingénieur des mines Johann Ehrenfried Honigmann, auteur en 1803-1804 du Honigmann’schen Stadtplan, première carte topographique d'Essen
- Heinrich Arnold Huyssen (1779-1870) – industriel et bourgmestre d'Essen
- Adolf Knaudt (1825-1888) et Carl Julius Schulz (1828-1886) – fondateurs de l'entreprise Schulz-Knaudt
- Johann Conrad Kopstadt (1758-1834) – bourgmestre d'Essen issu de la famille Kopstadt
- Edmund Lührmann, (1845-1909) – mécène de la ville, négociant, tombe d'honneur de la ville[4]
- Albert Müller (1847-1925) – banquier,
- Wilhelm Nedelmann (1785-1862) – négociant, conseiller de la ville, musicien et compositeur, fondateur de la société de musique d'Essen, aujourd'hui chœur philharmonique d'Essen
- Felix Rauter (1841-1910) – entrepreneur
- Johann Wilhelm Schürenberg (1831-1894), industriel,
- Heinrich Carl Sölling, (1813-1902) – négociant, mécène d'Essen et citoyen d'honneur de la ville d'Essen, tombe d'honneur de la ville[4]
- Theodor Wilhelm Varnhorst (1736-1810) – bourgmestre de 1804 à 1808, tombe d'honneur de la ville[4]
- Erich Zweigert (1849-1906) – bourgmestre d'Essen, tombe d'honneur de la ville[4]

### Tombes de personnalités enterrées ici
- Gustav Beckmann (1865-1939) – musicien, chef d'orchestre, fondateur du Essener Bachchores (chœur Bach d'Essen)
- Ludwig von Born (1832-1899) – banquier, entrepreneur
- Wilhelm Busch (1897-1966) – prédicateur luthérien et écrivain
- Just Dillgardt (1889-1960) – homme politique local
- Fritz Funke (1888-1975) – négociant et brasseur (bière Stern)
- Karl Friedrich (Artur) Koenig – bourgmestre de 1873 à 1906, tombe d'honneur de la ville[4]
- Diether Krebs (1947-1999) – acteur
- Hans Piekenbrock (1893-1959) – général de la Seconde Guerre mondiale
- Diether Posser (1922-2010) – homme politique
- Mary Wigman (1886-1973) – danseuse et chorégraphe

Sépultures remarquables
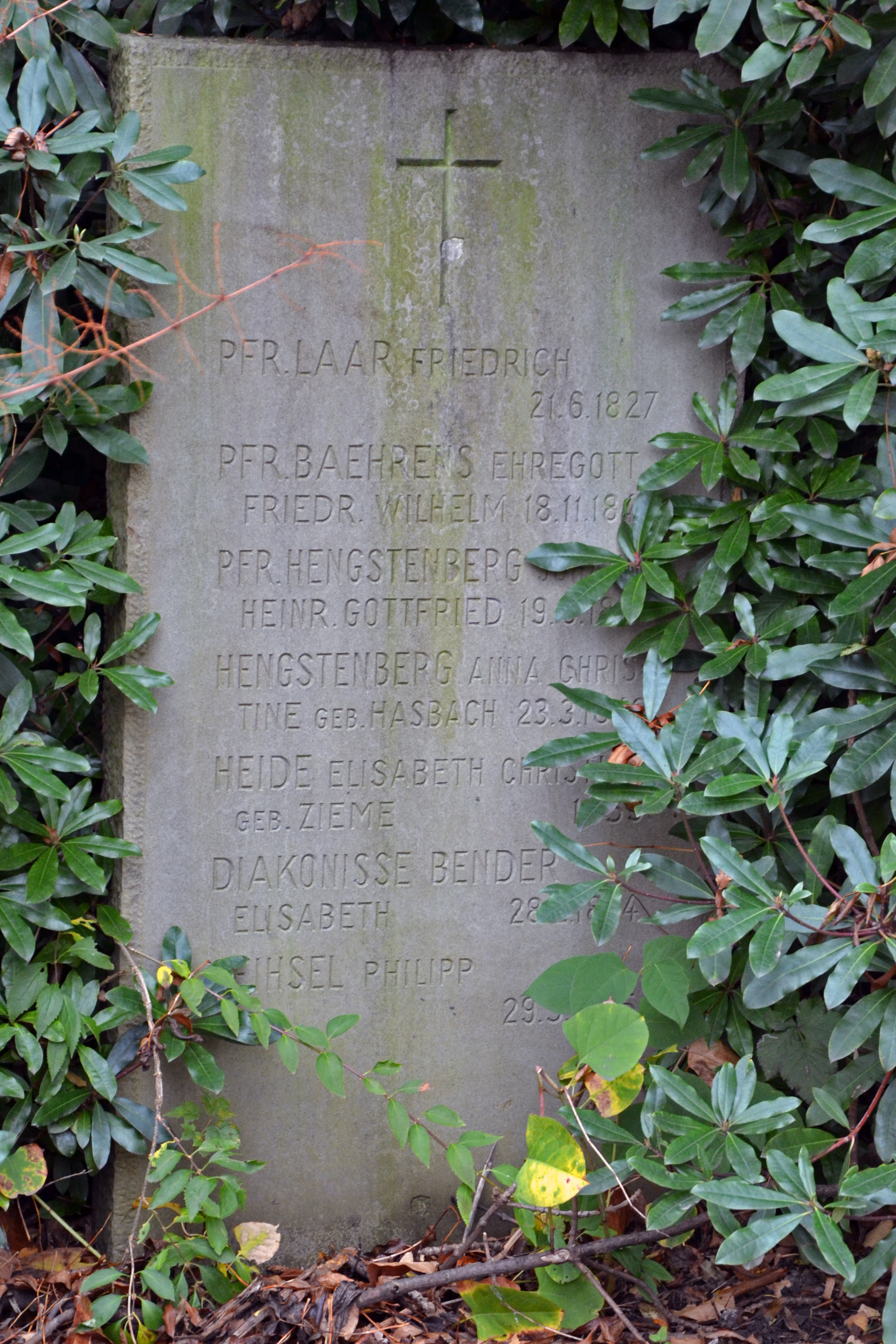
Stèle commémorative au clergé enterré au cimetière de la Porte de Kettwig.
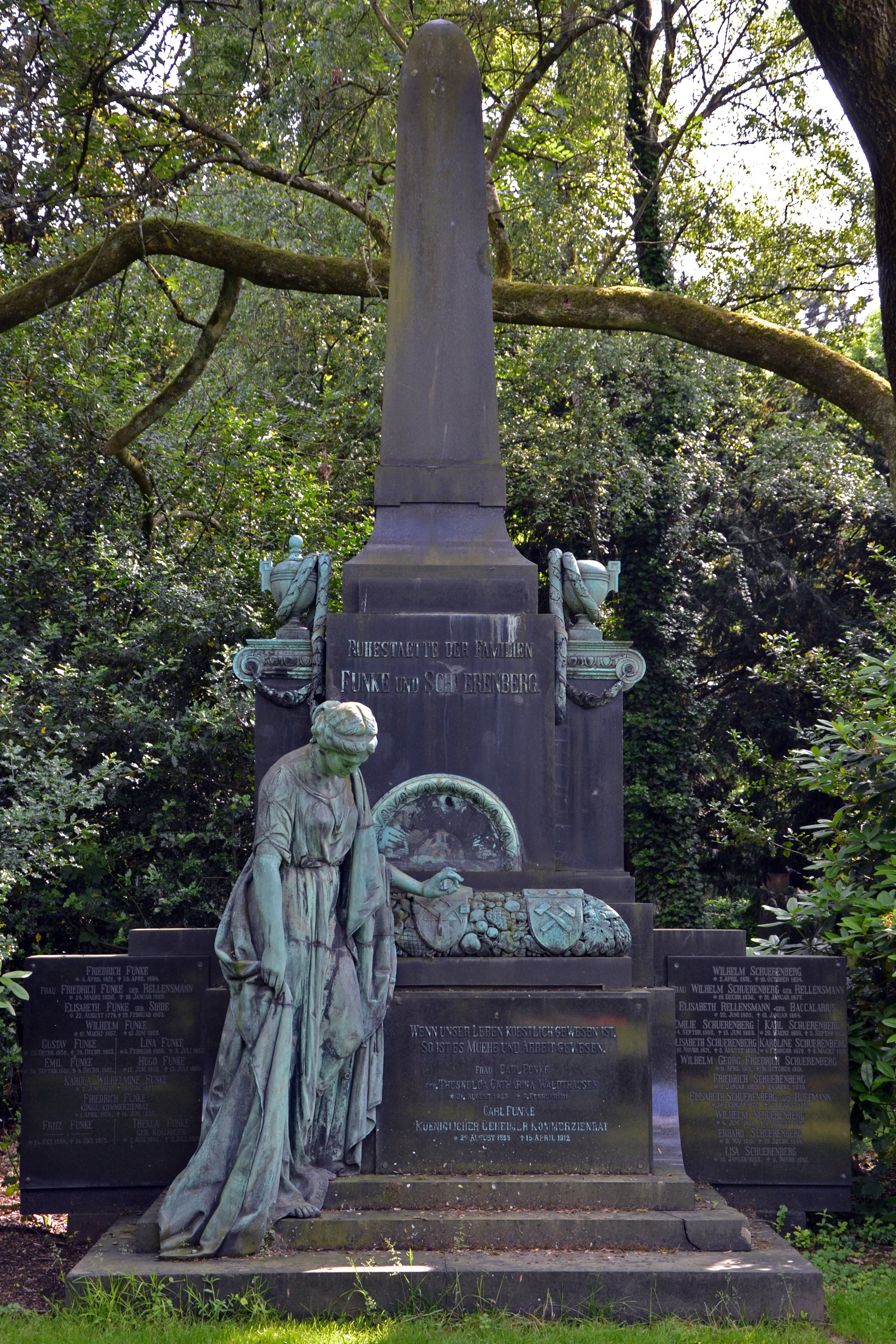
Famille Funke et Schürenberg, entrepreneurs
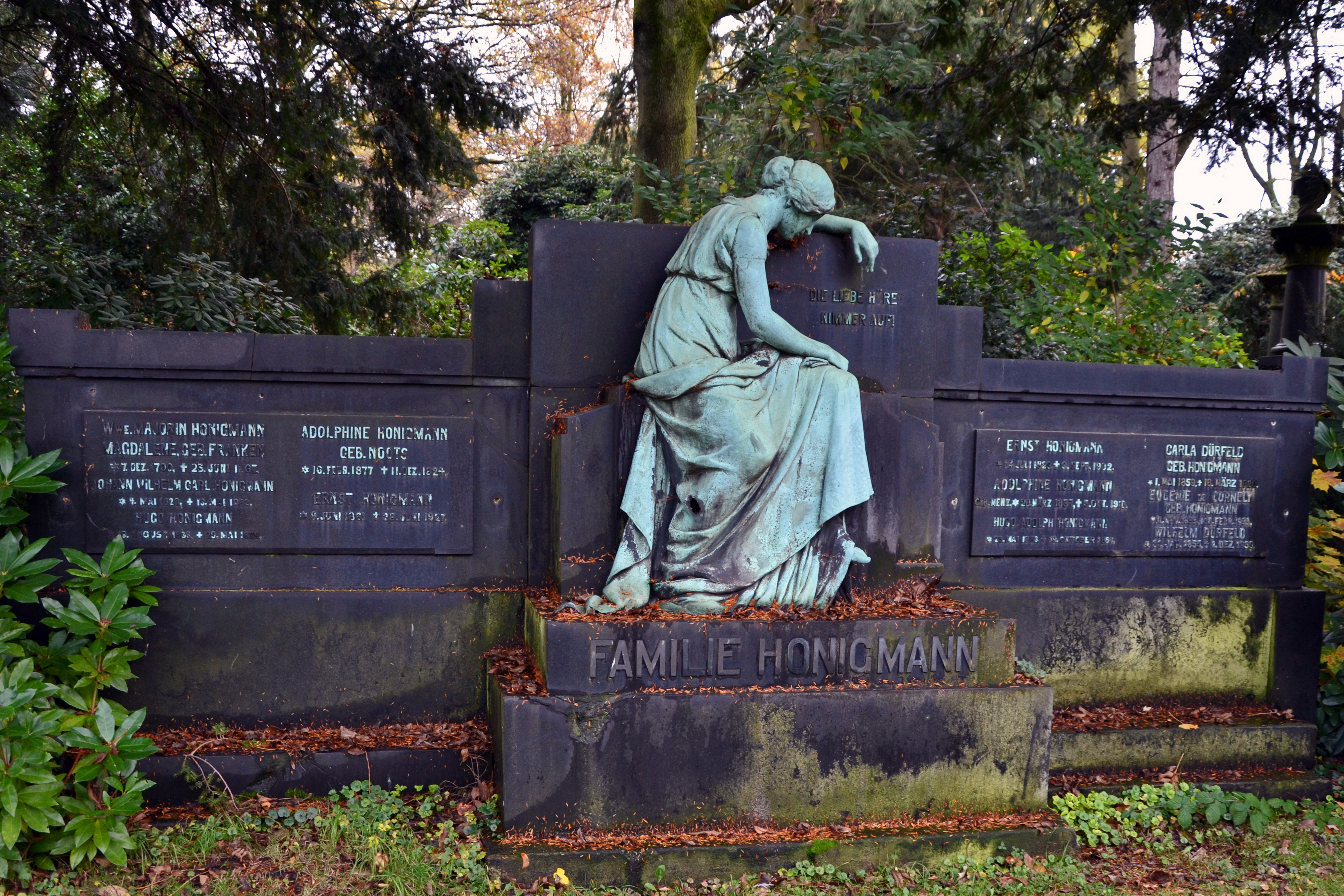
Famille Honigmann
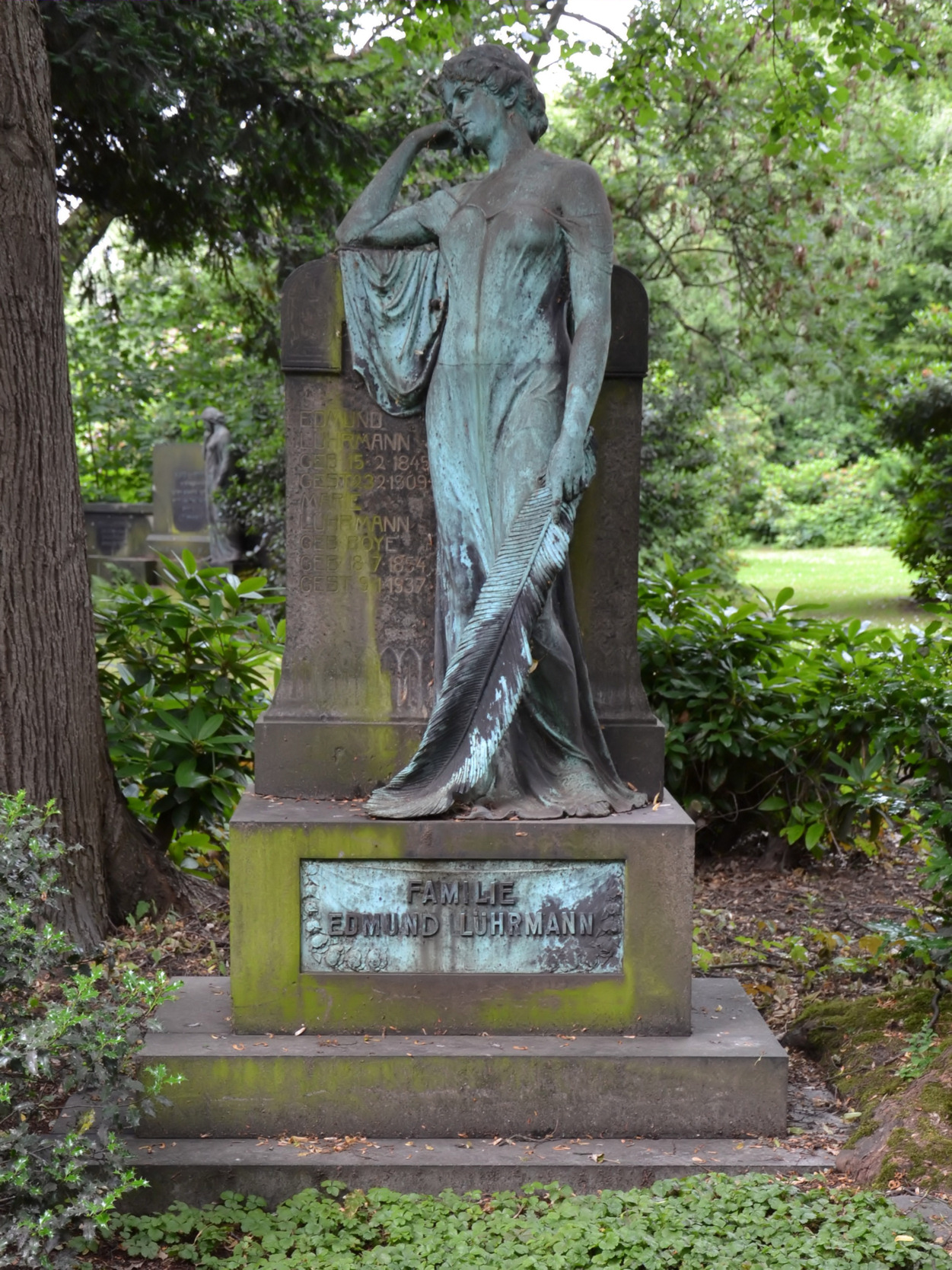
Edmund Lührmann, mécène, tombe d'honneur de la ville
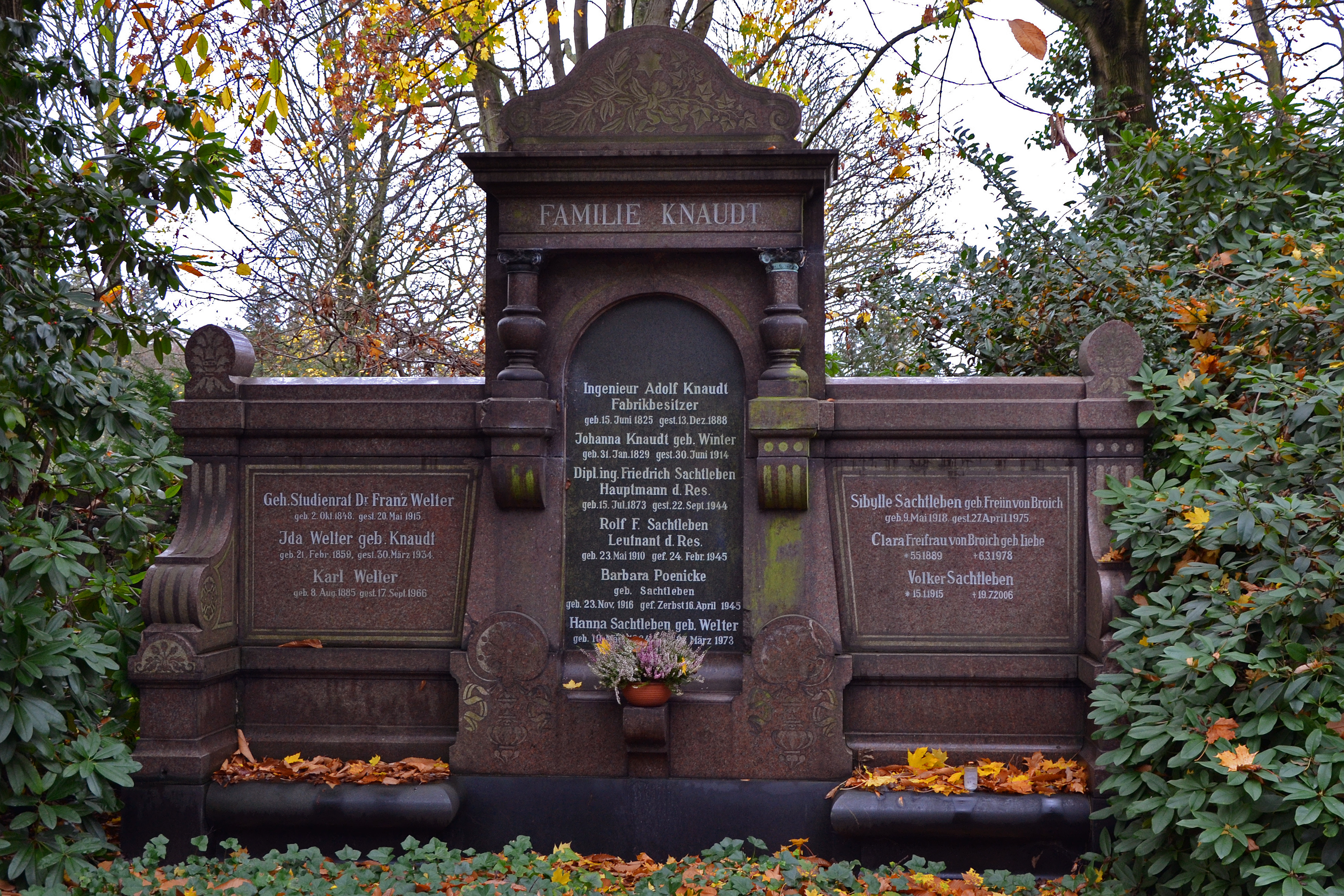
Adolf Knaudt, entrepreneur
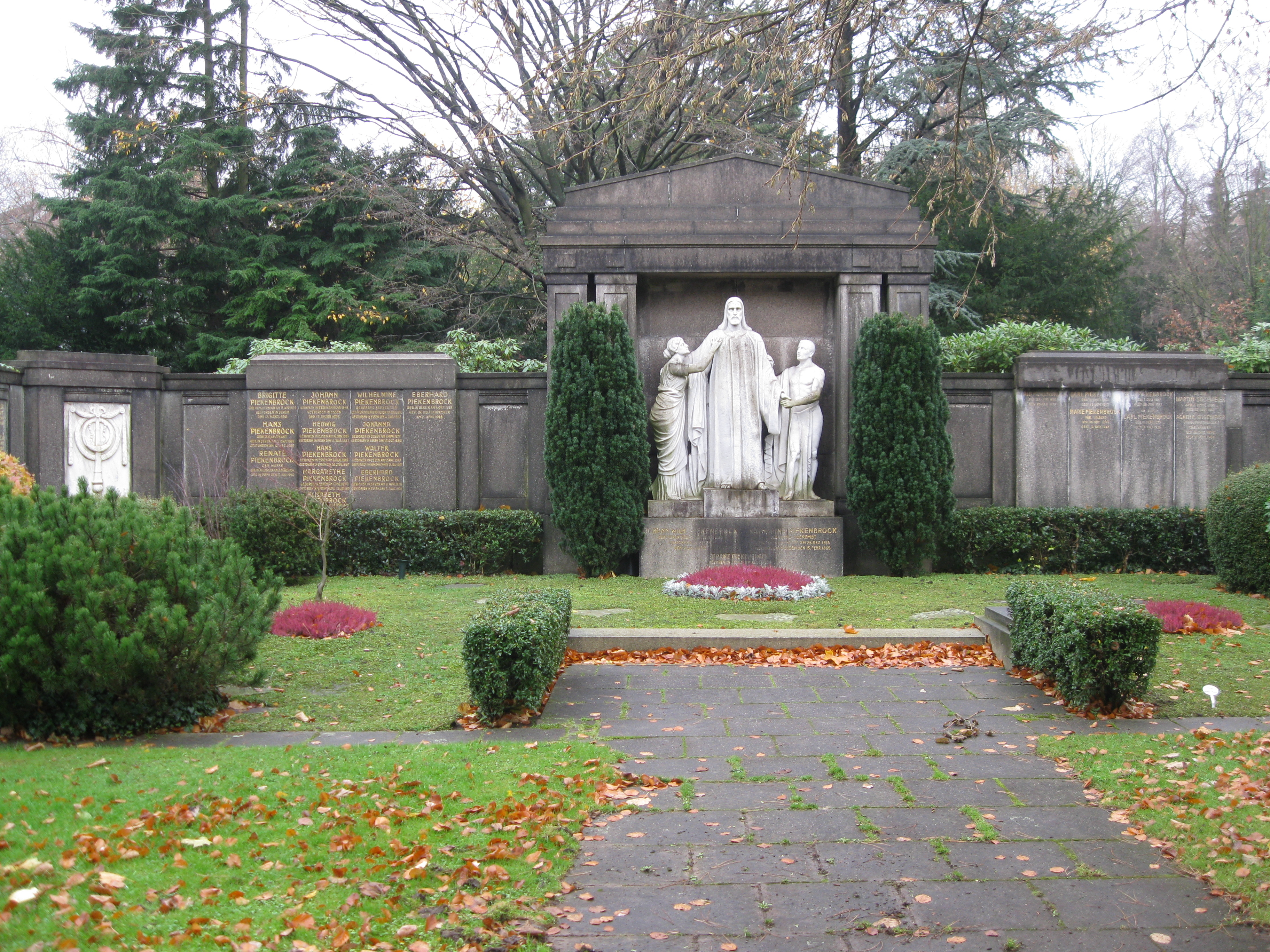
Général Hans Piekenbrock, sculpture de Gustav Rutz (1911)
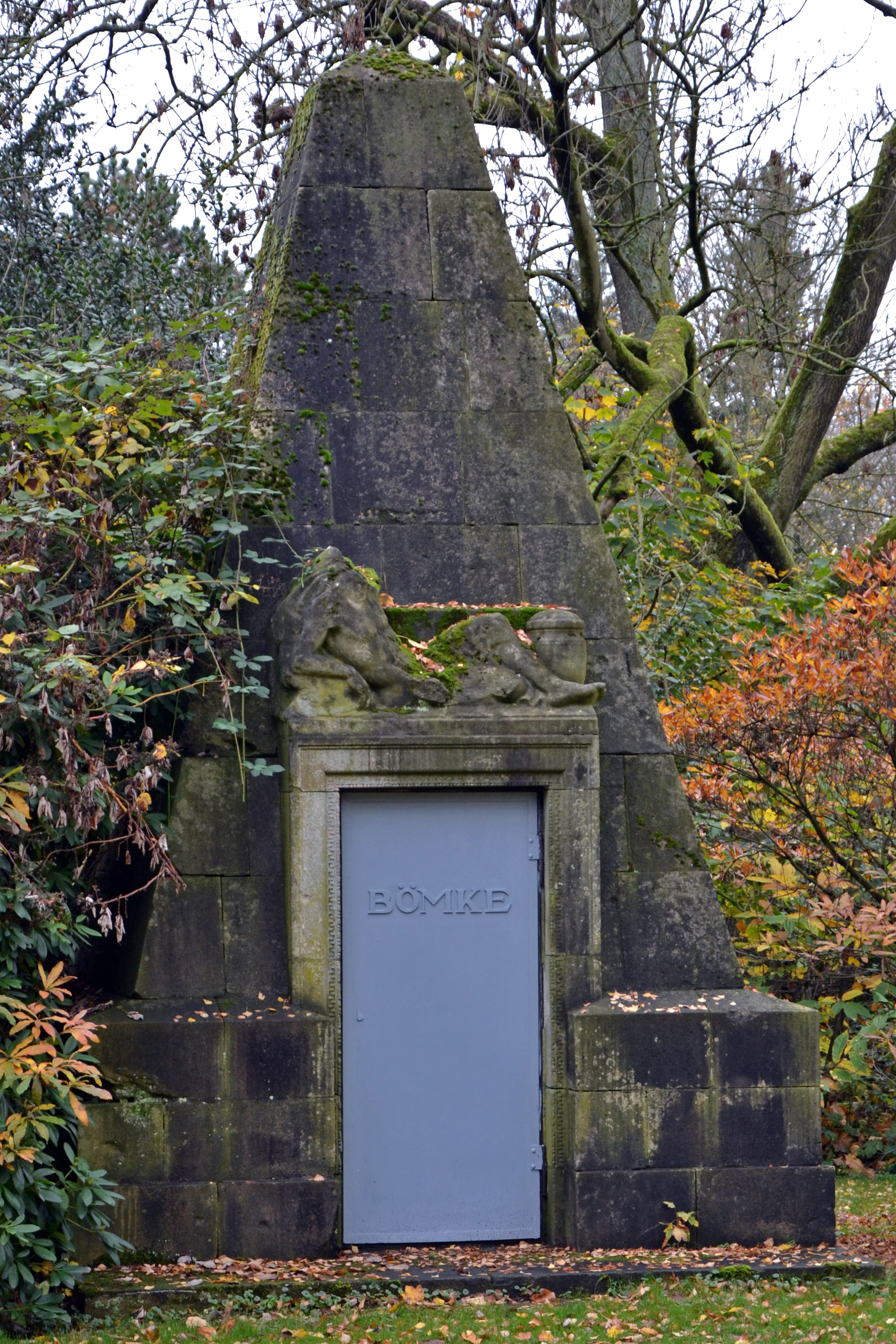
Richard Bömke, conseiller de commerce (Kommerzienrat)
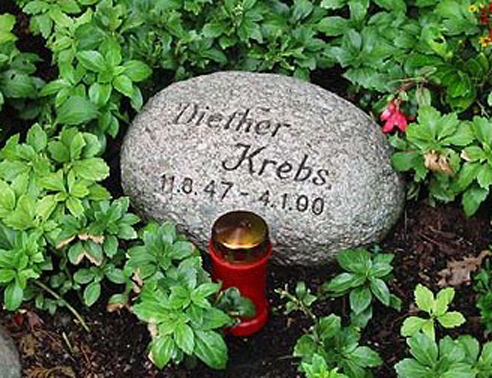
Pierre tombale de l'acteur Diether Krebs

## Source de la traduction
- (de) Cet article est partiellement ou en totalité issu de l’article de Wikipédia en allemand intitulé « Ostfriedhof Essen » (voir la liste des auteurs).